# You Only Move Twice
"You Only Move Twice" er det andet afsnit af The Simpsons' ottende sæson og blev vist første gang på den amerikanske tv-station Fox 3. november 1996. Afsnittets titel er en reference til James Bond-filmen You Only Live Twice, og mange elementer i afsnittet er parodier på Bond-filmene.